# 하이니 헤미
하이니 헤미(독일어: Heini Hemmi, 1949년 1월 17일~)는 스위스의 알파인 스키 선수이다. 1976년 동계 올림픽 남자 대회전 부문에서 금메달을 획득했다.